# Cantone di Cère et Ségala
Il Cantone di Cère et Ségala è una divisione amministrativa dell'Arrondissement di Figeac.
È stato costituito a seguito della riforma approvata con decreto del 13 febbraio 2014, che ha avuto attuazione dopo le elezioni dipartimentali del 2015.

## Composizione
Comprendeva inizialmente 21 comuni ridotti a 17 dal 1º gennaio 2016 per effetto della fusione dei coumuni di Calviac, Comiac, Lacam-d'Ourcet, Lamativie e Sousceyrac per formare il comune di Sousceyrac-en-Quercy.:
- Belmont-Bretenoux
- Biars-sur-Cère
- Bretenoux
- Cahus
- Cornac
- Estal
- Gagnac-sur-Cère
- Gintrac
- Girac
- Glanes
- Laval-de-Cère
- Prudhomat
- Puybrun
- Saint-Michel-Loubéjou
- Sousceyrac-en-Quercy
- Tauriac
- Teyssieu